# Hawker Siddeley Nimrod R1
Le Hawker Siddeley Nimrod R1 est un avion de renseignement électromagnétique  exploité par la Royal Air Force de 1974 à 2011. 

## Caractéristiques
L'avion est une conversion de l'avion de patrouille maritime Nimrod existant, avec tout l'équipement électronique et l'armement optimisés pour la guerre anti-sous-marine et anti-navire, et la recherche et le sauvetage, remplacés par des équipements pour la collecte de renseignements sur les communications et le renseignement électronique.

## Historique
Trois ont été construits à l'origine au début des années 1970. Ils sont mis en œuvre par le No. 51 Squadron RAF (en). À la suite d'un incendie de moteur, un dut faire un atterrissage d'urgence le 16 mai 1995 et a été détruit, l'équipage a survécu. Il est remplacé par un Nimrod MR2 qui est converti en R1 et rentre en service le 11 avril 1997. 
Après leur retrait en 2011, deux sont conservés dans des musées, un sur l'aéroport d'East Midlands et le second au Royal Air Force Museum Cosford.